# San Pedro de Lóvago
San Pedro de Lóvago é um município da Nicarágua, situado no departamento de Chontales. Tem 467 km² de área e sua população em 2020 foi estimada em 9.911 habitantes.